# Порту-да-Круш
По́рту-да-Кру́ш (порт. Porto da Cruz, МФА: ['poɾtu dɐ kɾuʃ]) — селище та муніципальна громада на північному сході португальського острова Мадейра, у муніципалітеті Машіку. Населення — 2 793 осіб (2001), площа — 25,13 км². Відстань до міста Фуншала — 36 км. Порту-да-Круж отримав статус селища 25 липня 1996 року.
За колишнім адміністративним поділом (до набуття Мадейрою статусу автономії у 1976 році) Канісал входила до складу Фуншальського адміністративного округу.
Північна частина селища розташована на Атлантичному узбережжі острова, південна є більш гористою. Середня висота близько 224 метрів над рівнем моря, найвища точка — Пенья д'Агіа (590 м).
Основним видом діяльності місцевого населення є зайнятість у сільському господарстві (зернові, виноград, картопля, квасоля, ямс). Поступово збільшується частка послуг, де переважно зайнята молодь.
Школа, банк, пошта, первинний медичний центр, спортивний комплекс. Діє фольклорний колектив. Порту-да-Круж має два пляжі і відкритий басейн з морською водою. Серед туристів популярністю користується спортивна риболовля, гірські пішохідні маршрути. В архітектурному відношенні виділяють церкву Носа Сеньйора Гуадалупе (порт. Igreja Nossa Senhora Guadalupe), каплицю Сан-Жуау (порт. Capela São João).

## Галерея зображень

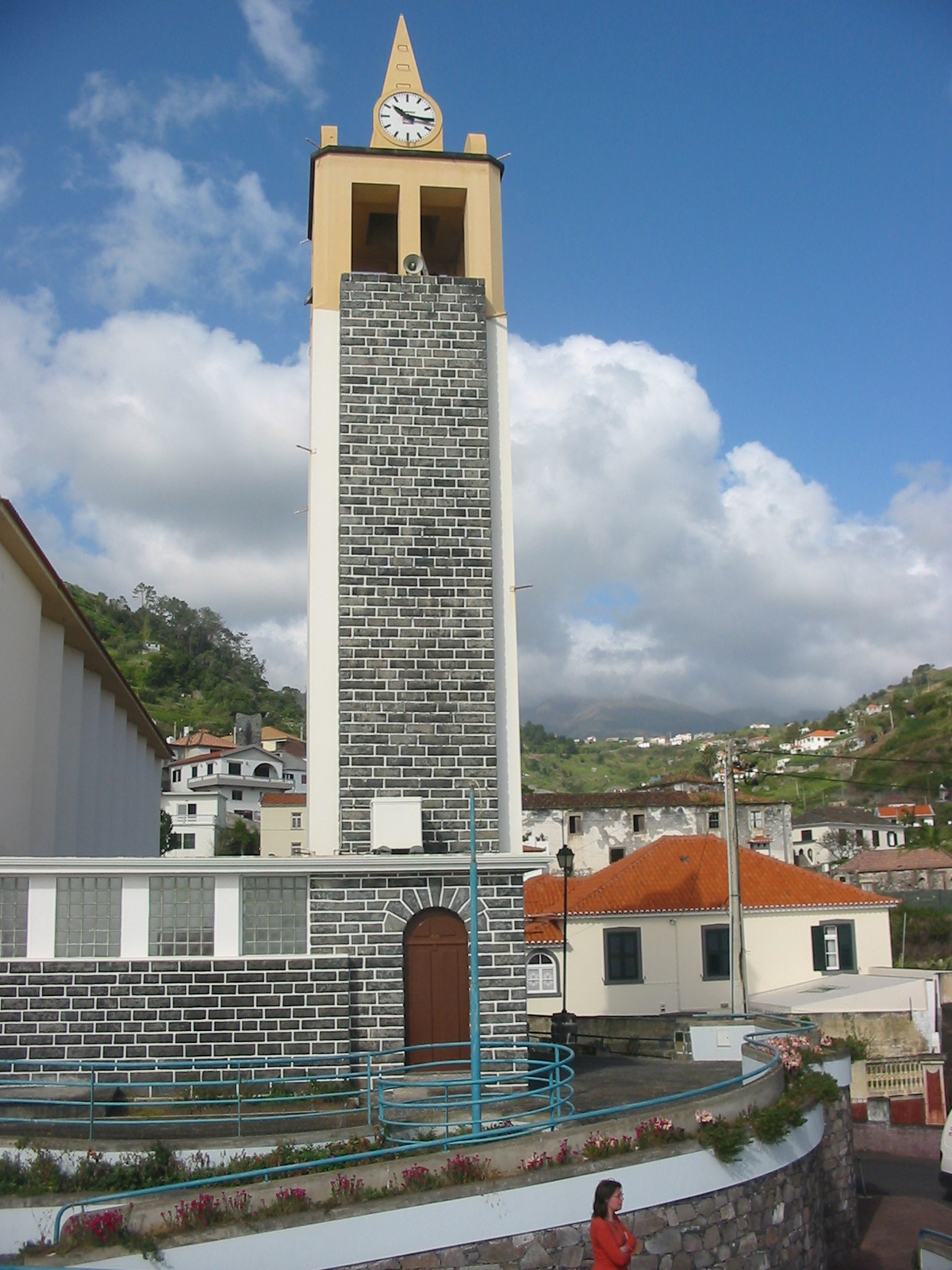
Дзвіниця церкви Носа Сеньйора Гуадалупе
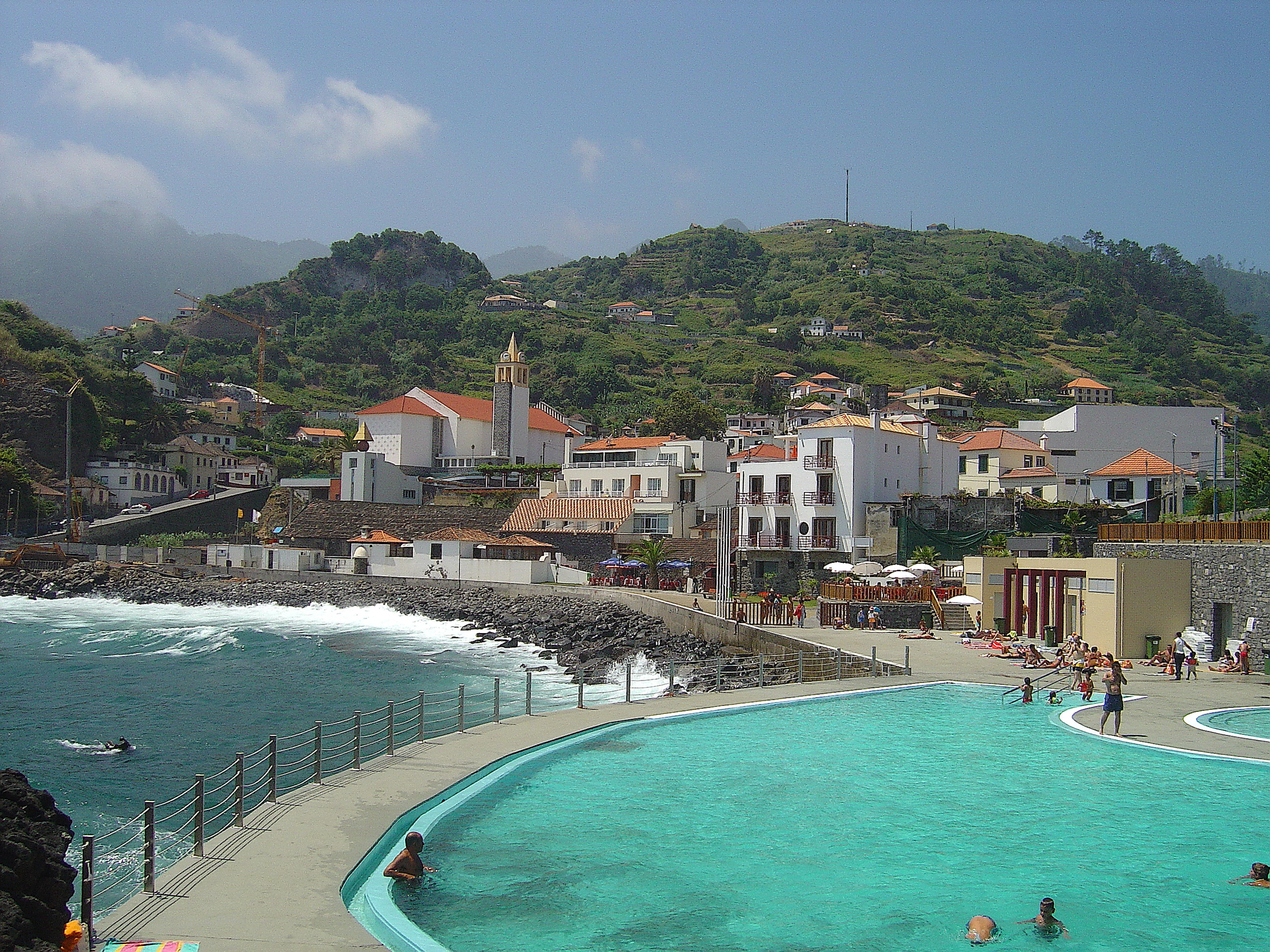
Панорамний вигляд селища
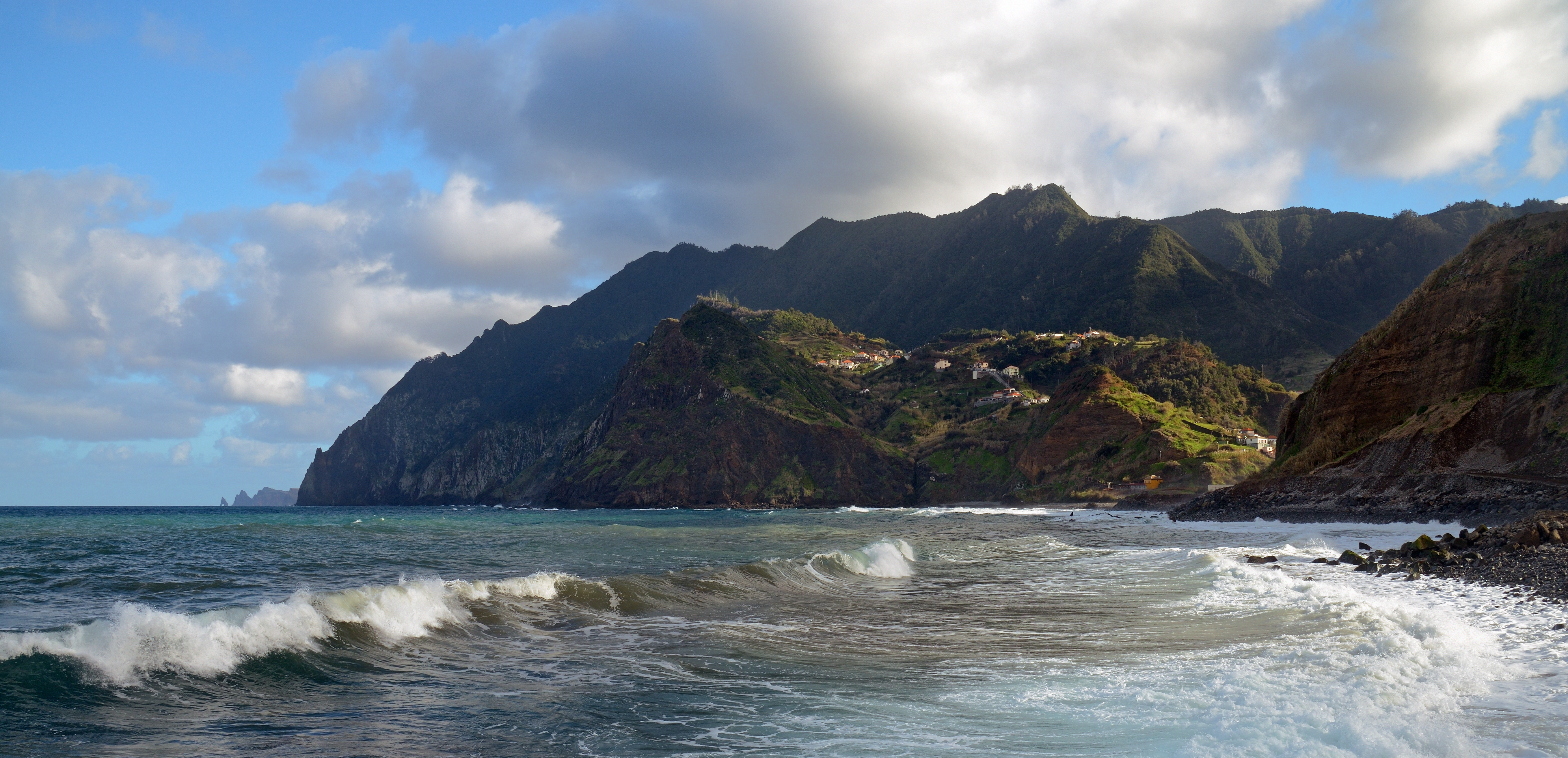
Східна частина Порту-да-Круш
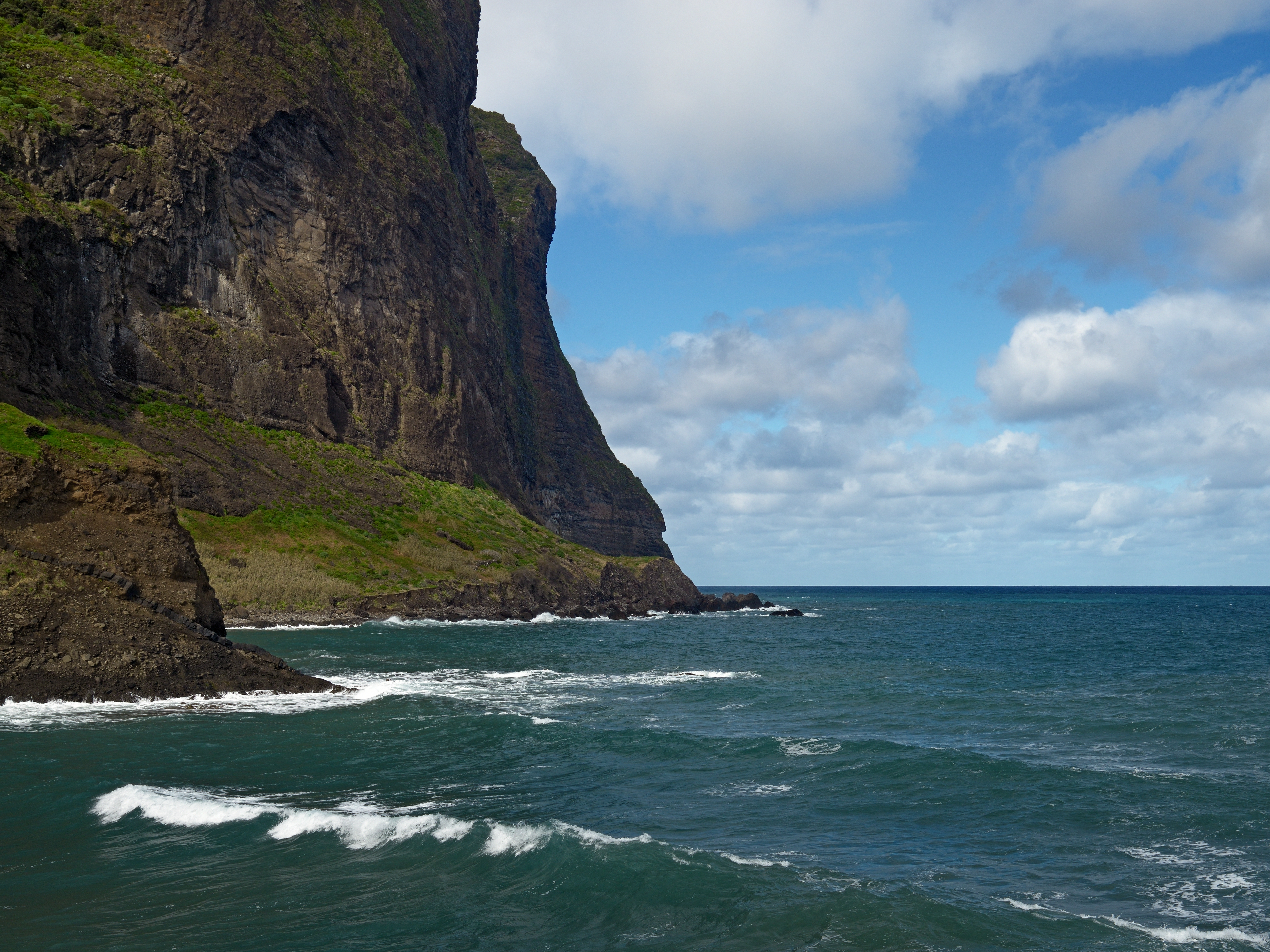
Узбережжя біля селища
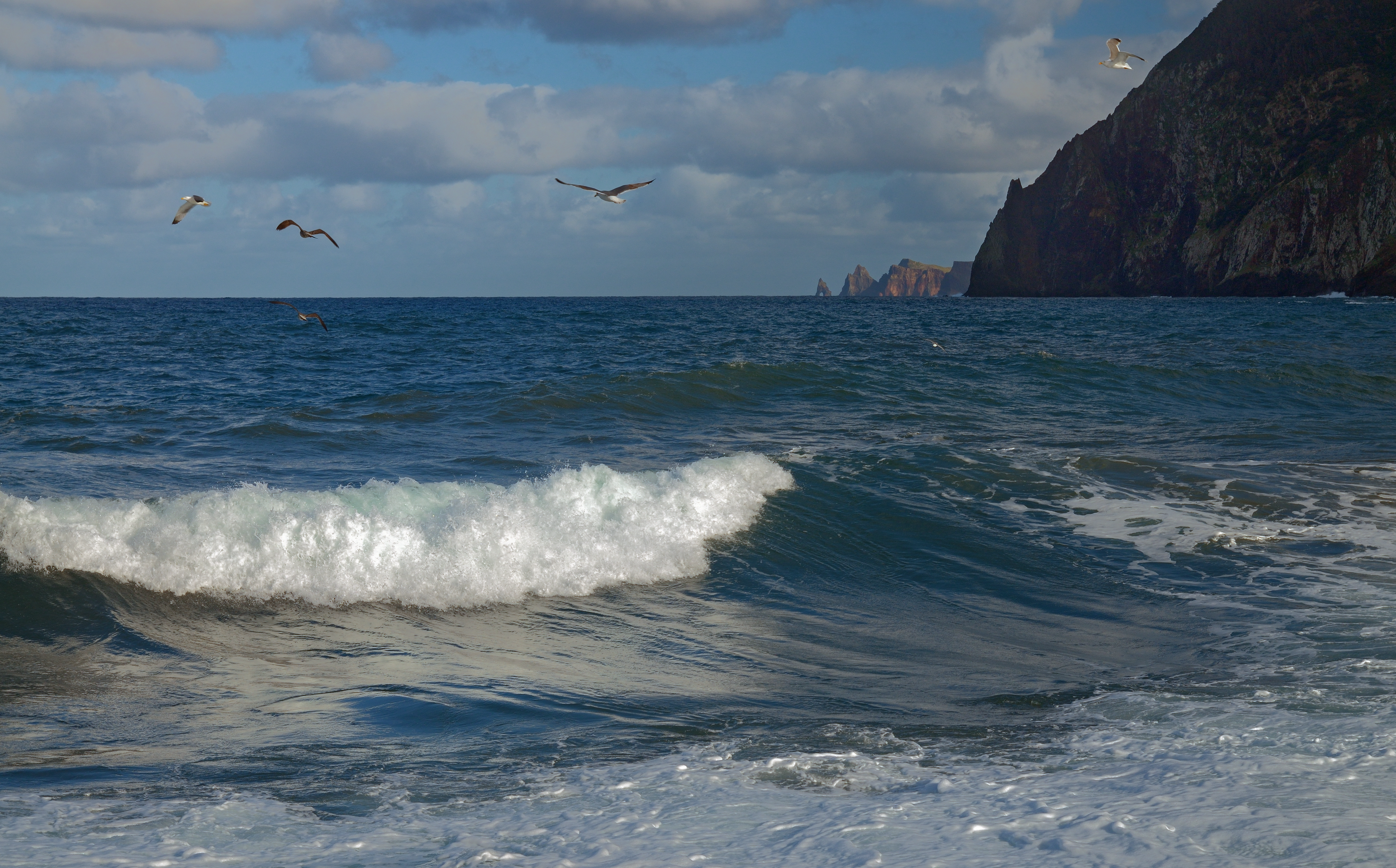
Погляд на Сан-Лоренсо з берега Порту-да-Круш
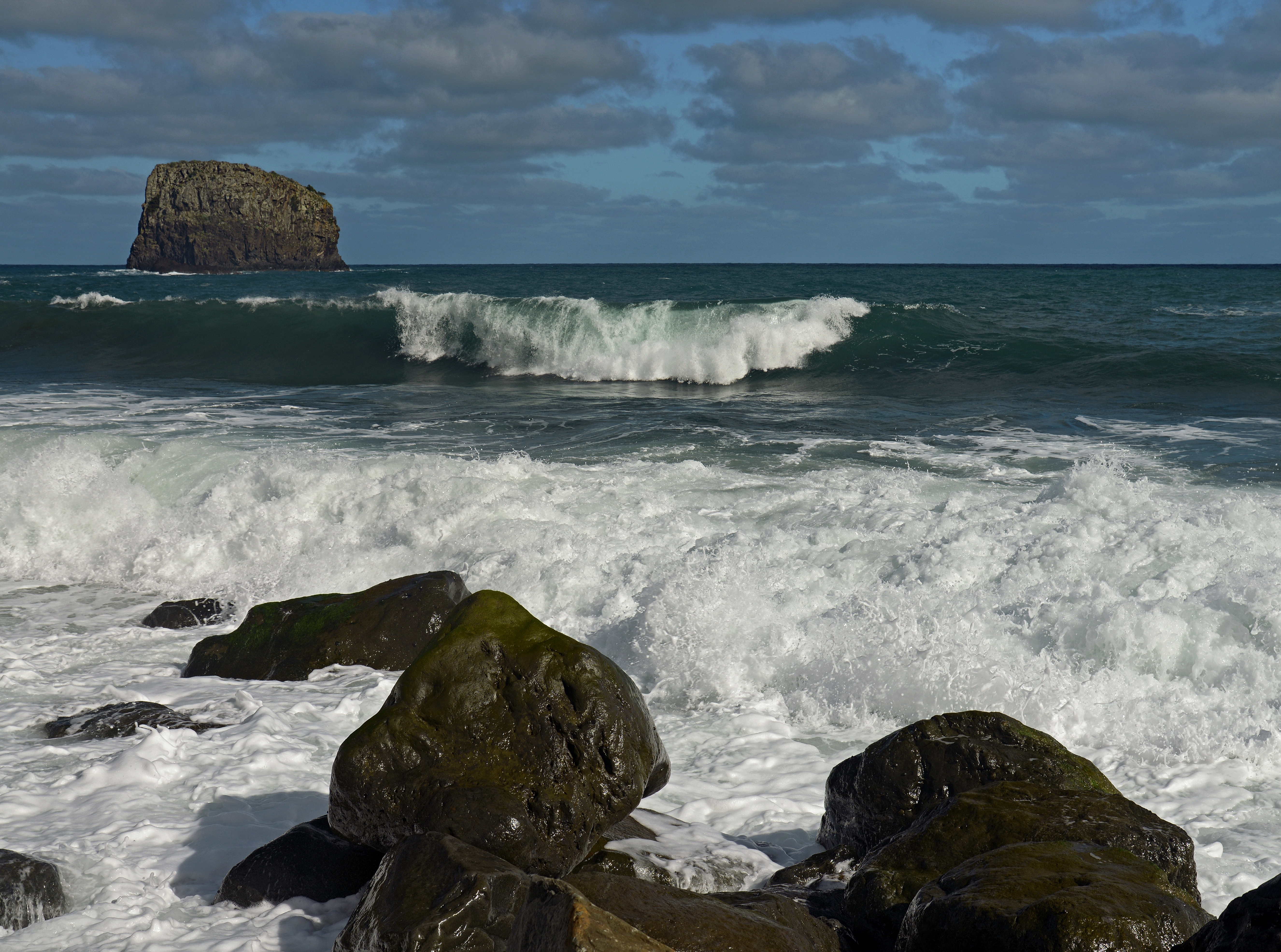
При заході сонця
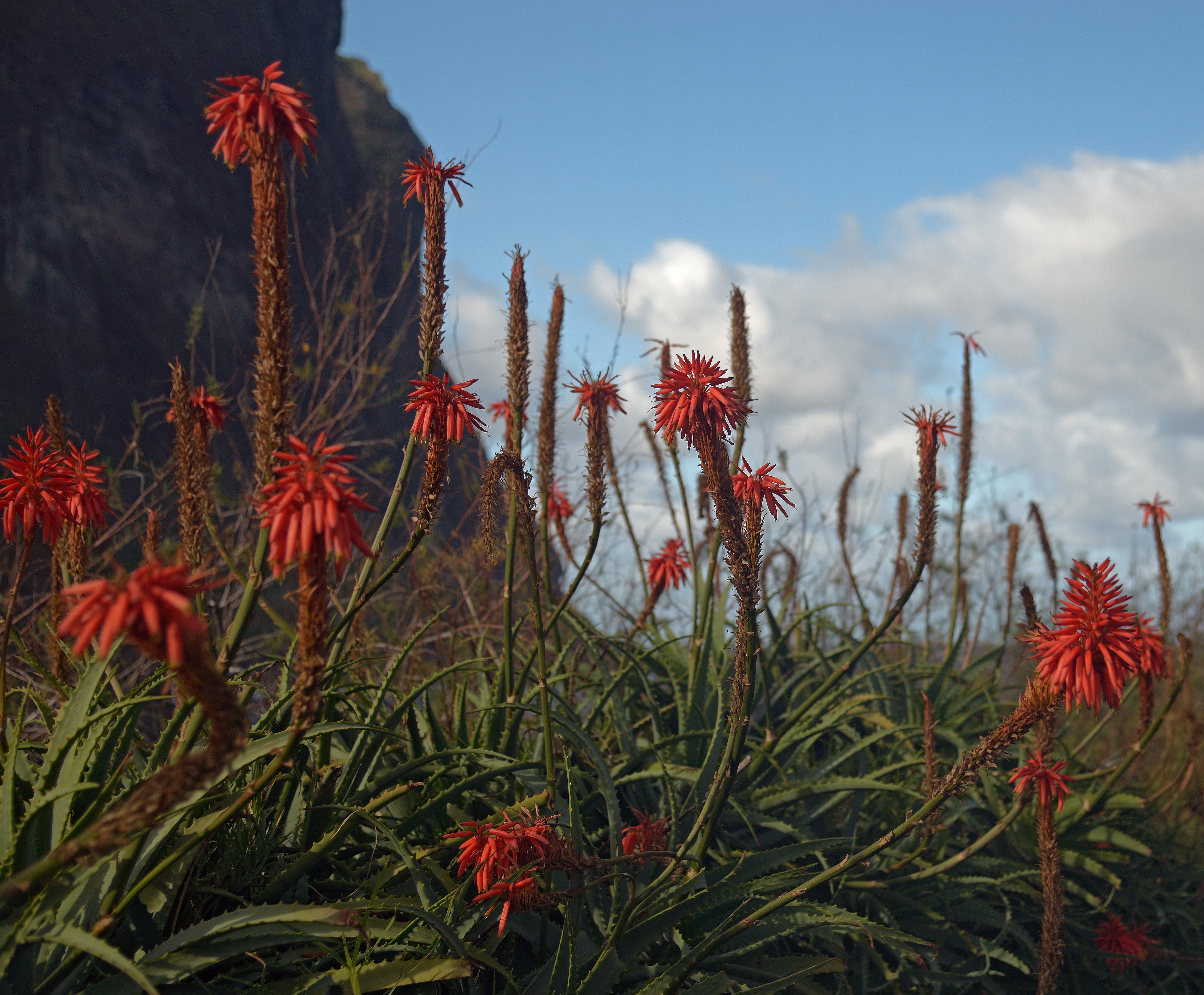
Алоє вера в січні